# تپه سلطان‌آباد
تپه سلطان‌آباد مربوط به دوره تاریخی ـ اسلامی ـ قرون اولیه اسلامی است و در شهرستان ازنا، بخش مرکزی، دهستان پاچه لک غربی، یک کیلومتری شمال شرقی روستای سلطان آباد واقع شده و این اثر در تاریخ ۸ بهمن ۱۳۸۵ با شمارهٔ ثبت ۱۶۹۹۱ به عنوان یکی از آثار ملی ایران به ثبت رسیده است.